# John Loudon
Pour les articles homonymes, voir Loudon.
John Loudon, né le 18 mars 1866 à La Haye (Pays-Bas) et mort le 11 novembre 1955 à Wassenaar (Pays-Bas), est un homme politique néerlandais, diplomate, et ministre des Affaires étrangères pendant la Première Guerre mondiale de 1913 à 1918.

## Biographie
John Loudon est le fils de James Loudon, ancien ministre et ancien gouverneur général des Indes néerlandaises à Batavia (actuelle Jakarta).
Il occupe successivement des postes diplomatiques à Pékin, Londres, Paris, Tokyo et Washington. En 1913, sans affiliation à un parti politique mais de tendance libérale, il devient ministre des Affaires étrangères dans le cabinet du président du Conseil Pieter Cort van der Linden. Sa politique prudente, qui visait à maintenir une stricte neutralité, l'a conduit à un conflit avec la reine Wilhelmine des Pays-Bas, mais le reste du gouvernement cependant choisit son côté.
Après la Première Guerre mondiale, il est ambassadeur des Pays-Bas à Paris du 5 juin 1919 à 1940, lorsque le régime de Vichy rompt les liens diplomatiques avec les Pays-Bas. Il réside par la suite à Cannes avant de revenir aux Pays-Bas.

## Galerie

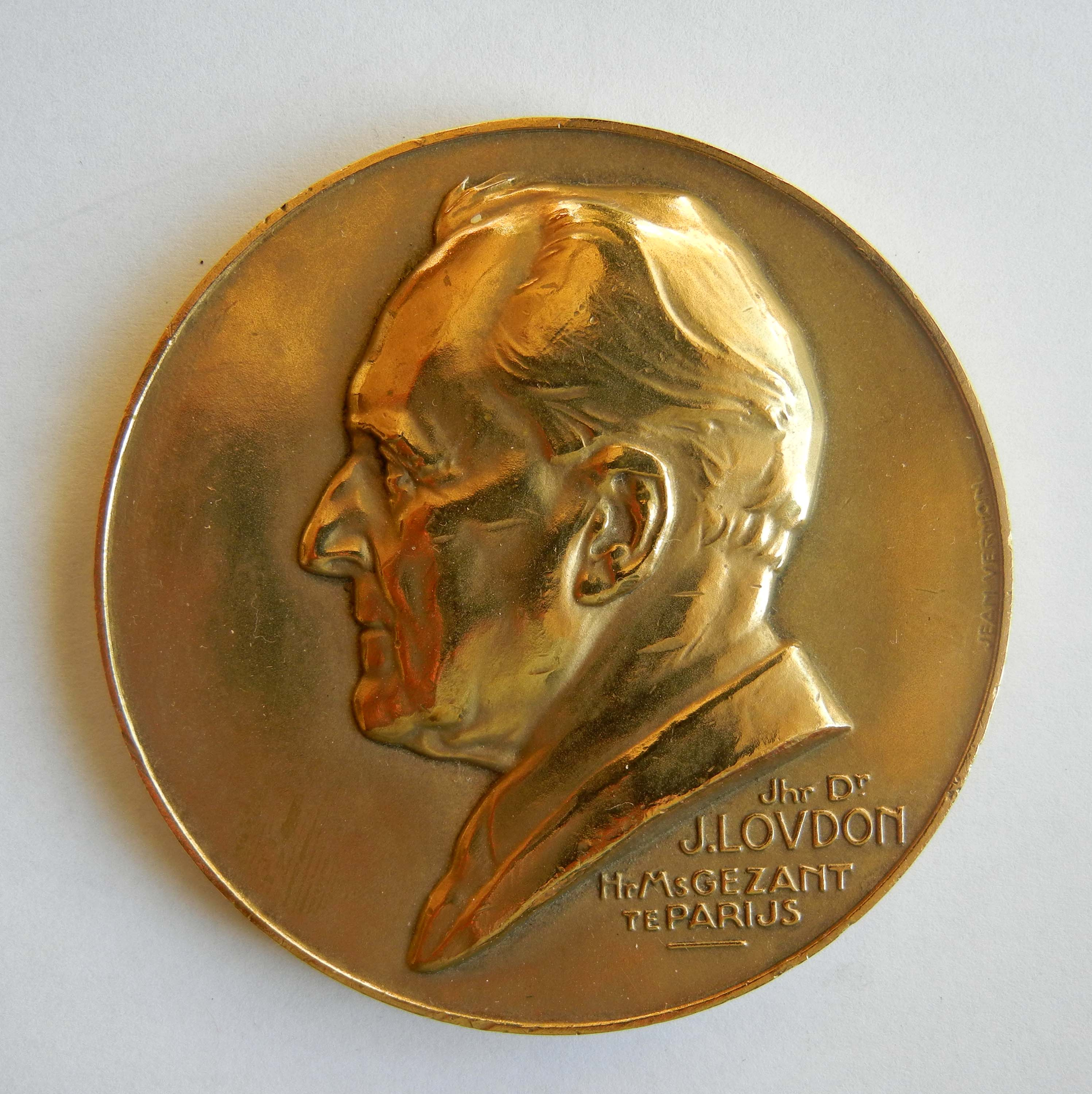
Médaille John Loudon (1866-1955), ambassadeur à Paris de 1919 à 1940 (recto).
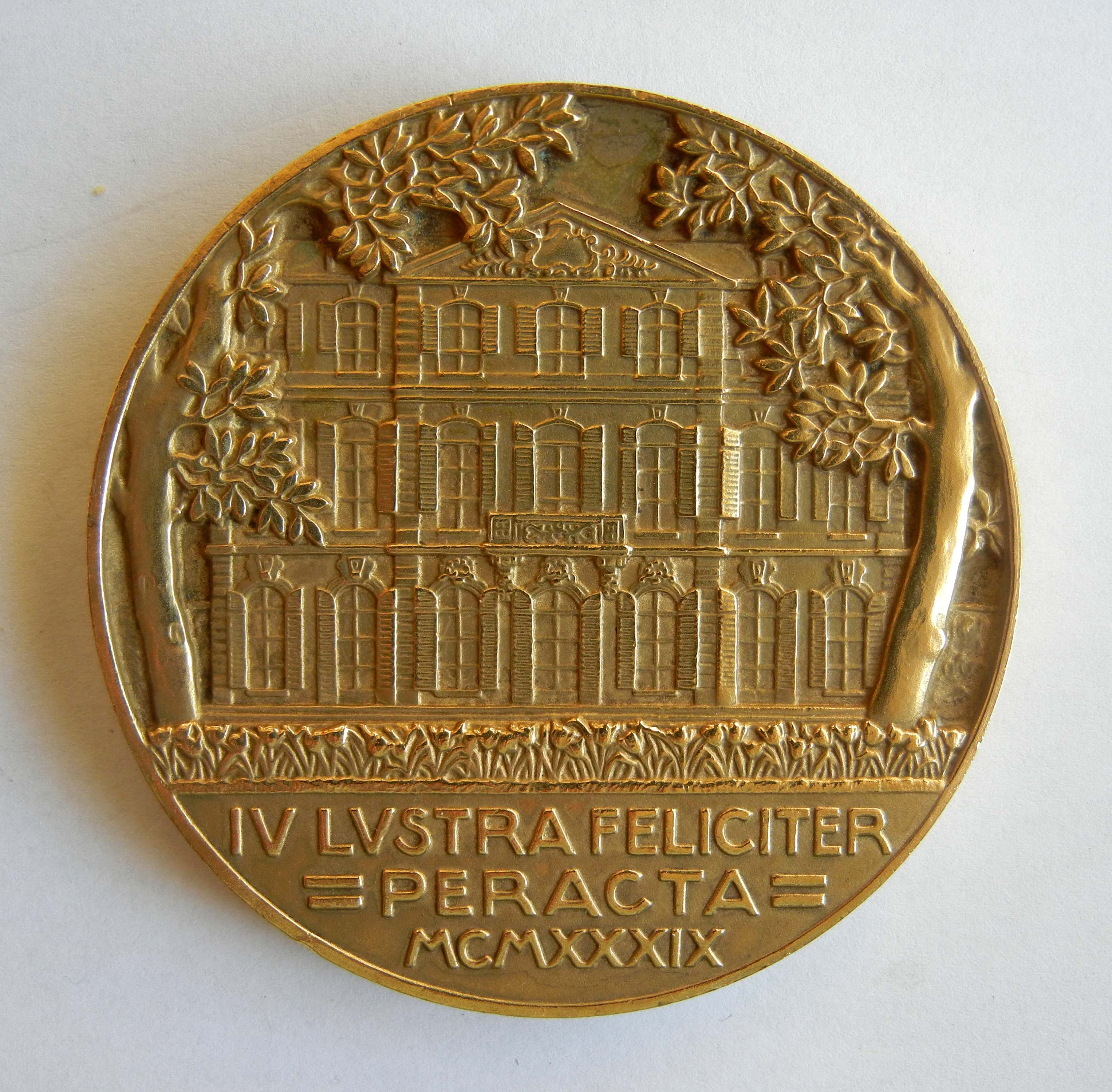
Médaille John Loudon (1866-1955), ambassadeur à Paris de 1919 à 1940 (verso).